# Sốt Lassa
Sốt Lassa hoặc sốt xuất huyết Lassa (LHF) là một bệnh lý cấp tính do vi rút Lassa và được mô tả đầu tiên vào năm 1969 tại thị trấn Lassa, ở Borno State, Nigeria. Lassa virus là một thành viên của họ virus Arenaviridae.  Tương tự như Ebola, [2] trường hợp lâm sàng của sốt Lassa đã được biết đến từ hơn một thập kỷ, nhưng đã không được cho là gây ra bởi virus.
Các vật chủ chính của virus Lassa là chuột Multimammate Natal (chi chuột vú natalensis), một loài động vật được tìm thấy trong hầu hết các tiểu vùng Sahara châu Phi. Virus này có thể lây truyền qua tiếp xúc với phân hoặc nước tiểu của động vật. Với tỷ lệ mắc bênh cao, sốt Lassa là một vấn đề lớn ảnh hưởng đến trong nước.
Sốt Lassa thường xảy ra ở Tây Phi.  Nó gây bệnh khoảng 300.000 đến 500.000 trường hợp mỗi năm và gây ra khoảng 5.000 ca tử vong mỗi năm. Các đợt bùng phát của bệnh đã được quan sát ở Nigeria, Liberia, Sierra Leone, Guinea, và Cộng hòa Trung Phi.

## Nội dung
- 1 Các dấu hiệu và triệu chứng
- 2 Nguyên nhân
- 3 Chẩn đoán
- 4 Phòng chống
- 5 Điều trị
- 6 Tiên lượng
- 7 Dịch tễ học
- 8 Xem thêm
- 9 Tài liệu tham khảo
- 10 Đọc thêm

## Các dấu hiệu và triệu chứng
Trong 80% các trường hợp, bệnh không có triệu chứng, nhưng trong 20% còn lại, nó gây ra nhiều triệu chứng phức tạp.  Virus này được ước tính là gây ra khoảng 5.000 ca tử vong mỗi năm.  Các ca sốt cho đến một phần ba các trường hợp tử vong tại các bệnh viện trong khu vực bị ảnh hưởng và từ 10 đến 16% tổng số ca. [7]
Sau một thời gian ủ bệnh từ 6 đến 21 ngày, bệnh phát triển cấp tính với sự suy đa tạng. Triệu chứng không đặc hiệu bao gồm sốt, sưng mặt, và mệt mỏi cơ bắp, cũng như viêm kết mạc và niêm mạc chảy máu.  Các triệu chứng khác phát sinh từ các cơ quan bị ảnh hưởng là:
- Đường tiêu hóa
  - Buồn nôn
  - Nôn (máu)
  - Tiêu chảy (máu)
  - Đau bụng
  - Táo bón
  - Nuốt khó (khó nuốt)
  - Viêm gan siêu vi
- Hệ tim mạch
  - Viêm màng ngoài tim
  - Tăng huyết áp
  - Hạ huyết áp
  - Nhịp tim nhanh (tăng cao 1 cách bất thường)
- Đường hô hấp
  - Ho
  - Tức ngực
  - Chứng khó thở
  - Xung huyết vùng họng hầu
  - Viêm màng phổi
- Hệ thần kinh
  - Viêm não
  - Viêm màng não
  - Thiếu hụt thính lực đơn phương hay song phương
  - Động kinh

Trên lâm sàng, sốt nhiễm trùng Lassa rất khó để phân biệt với bệnh sốt xuất huyết do virus khác như Ebola và Marburg, và bệnh sốt phổ biến hơn như sốt rét.
Virus này được bài tiết trong nước tiểu sau 3-9 tuần và trong tinh dịch trong ba tháng.

## Nguyên nhân
Chi chuột vú natalensis, các hồ chứa tự nhiên của virus sốt Lassa
Vi rút Lassa là từ động vật sang (truyền từ động vật), trong đó nó lây lan sang người từ động vật gặm nhấm, đặc biệt là những con chuột Multimammate Natal (chi chuột vú natalensis). [8] Đây có lẽ là chuột phổ biến nhất ở xích đạo châu Phi, phổ biến trong các hộ gia đình của con người và được xem như một món ăn ở một số khu vực. [8] Trong các động vật gặm nhấm, nhiễm trùng là một bệnh dai dẳng không có triệu chứng rõ rệt.  Virus này được thải ra trong phân  (nước tiểu và phân), có thể trong hơi thở.  Trong trường hợp tử vong, sốt Lassa được đặc trưng bởi suy giảm hoặc trì hoãn khả năng miễn dịch của tế bào dẫn đến tăng virus trong máu.
Nhiễm khuẩn ở người thường xảy ra do tiếp xúc với phân gia súc thông qua đường hô hấp hoặc tiêu hóa. Hít một lượng rất nhỏ các tác nhân truyền nhiễm (aerosol) được cho là đường truyền quan trọng nhất của sự tiếp xúc.  Có thể bị lây nhiễm thông qua xước da hoặc niêm mạc tiếp xúc trực tiếp với tác nhân truyền nhiễm. Đường lây truyền từ người này sang người cũng đã được xác nhận, cho thấy khả năng gây dịch bệnh đối với nhân viên y tế.  Virus này vẫn còn hiện diện trong nước tiểu của người bị nhiễm bệnh từ 3 đến 9 tuần sau khi anh ta hoặc cô ta bị bệnh, và nam giới có thể truyền virus qua tinh dịch cho đến 3 tháng sau khi bị nhiễm. [9] [10]
Chi chuột vú natalensis, các ổ chứa tự nhiên của virus sốt Lassa

## Chẩn đoán
Một loạt các cuộc điều tra trong phòng thí nghiệm được thực hiện để chẩn đoán bệnh và đánh giá quá trình diễn biến và các biến chứng của nó. Xét nghiệm ELISA để tìm kháng nguyên và kháng thể IgM có độ nhạy 88% và 90% đối với sự hiện diện của nhiễm trùng.  Phát hiện trong phòng thí nghiệm khác trong sốt Lassa bao gồm giảm bạch cầu lympho (số lượng tế bào bạch cầu thấp), giảm tiểu cầu (giảm tiểu cầu), và hàm lượng cao enzyme aspartate aminotransferase nồng độ trong máu. Virus sốt Lassa cũng có thể được tìm thấy trong dịch não tủy. [11] Ở Tây Phi, Lassa là phổ biến nhất, điều này gây khó khăn cho các bác sĩ để chẩn đoán do thiếu các thiết bị phù hợp để tiến hành xét nghiệm. [12] Trong trường hợp có đau bụng, chẩn đoán ở những quốc gia mà Lassa là phổ biến thường được thực hiện cùng với các bệnh khác, chẳng hạn như viêm ruột thừa và lồng ruột, trì hoãn việc điều trị với ribavirin. [13]

## Phòng ngừa
Bài chi tiết: Phòng chống sốt xuất huyết
tài liệu giáo dục cộng đồng cho bệnh sốt Lassa
Kiểm soát của số lượng loài gặm nhấm chi chuột vú là không thực tế, vì vậy biện pháp được giới hạn là giữ động vật gặm nhấm cách xa khỏi nhà và nguồn cung cấp thực phẩm, cũng như duy trì vệ sinh cá nhân hiệu quả. Mang găng tay, khẩu trang, áo khoác phòng thí nghiệm và kính nên khi tiếp xúc với người bị bệnh. Những vấn đề này ở nhiều quốc gia được giám sát bởi một bộ phận của y tế công cộng. Ở các nước kém phát triển, các loại hình tổ chức có thể không có các phương tiện cần thiết để kiểm soát hiệu quả dịch.
Các nhà nghiên cứu tại cơ sở USAMRIID, nơi mà các nhà sinh học quân sự nghiên cứu các bệnh truyền nhiễm, đã thử nghiệm một vaccine đầy hứa hẹn. [14] Họ đã phát triển một vắc-xin có đủ khả năng chống lại virus Lassa dựa vào tái tổ hợp glycoprotein của virus Lassa ở mụn nước trong viêm miệng rút do Lassa gây ra.  Sau một liều tiêm bắp, động vật linh trưởng được thử nghiệm đã sống sót, trong khi hiển thị không có triệu chứng lâm sàng. [15]

## Điều trị
Tất cả những người bị nghi ngờ nhiễm sốt Lassa nên được nhận vào các cơ sở cách ly; chất dịch cơ thể và phân của họ phải được xử lý đúng cách.
Điều trị sớm và tích cực sử dụng Ribavirin đã được Joe McCormick đi tiên phong vào năm 1979. Sau khi thử nghiệm rộng rãi, quản lý ban đầu được xác nhận là điều rất quan trọng để điều trị thành công.  Ngoài ra, Ribavirin đạt gần gấp đôi hiệu quả khi tiêm tĩnh mạch cũng như khi dùng bằng đường uống. [16] Ribavirin là một tiền chất mà xuất hiện để can thiệp vào sự nhân lên của virus bằng cách ức chế RNA polymerase phụ thuộc vào tổng hợp acid nucleic, mặc dù cơ chế hoạt động chính xác là cạnh tranh. [ 17] Các loại thuốc tương đối rẻ, nhưng chi phí của thuốc vẫn còn rất cao đối với nhiều người ở các quốc gia Tây Phi. Dịch thay thế, truyền máu, hạ huyết áp và chiến đấu thường được yêu cầu. Điều trị bằng truyền interferon tĩnh mạch cũng đã được sử dụng.
Khi sốt Lassa lây nhiễm ở phụ nữ mang thai muộn trong quý thứ ba của họ, gây chuyển dạ là điều cần thiết cho các bà mẹ để có một cơ hội sống cao hơn. [18] Điều này là do virus có ái lực với nhau thai và các mô cao có mạch khác. Thai nhi chỉ có 1/10 cơ hội sống sót nếu không có hành động nào được thực hiện;  do đó, trọng tâm luôn luôn là cứu sống người mẹ. Sau sinh, phụ nữ nên được đối xử giống như bệnh nhân mắc sốt Lassa khác.
Phát triển một loại vắc xin vẫn được tiếp tục, với nhiều cách tiếp cận cho thấy kết quả tích cực trong các thử nghiệm trên động vật.

## Tiên lượng
Khoảng 15-20% số bệnh nhân nhập viện sốt Lassa sẽ chết vì căn bệnh này.  Tỷ lệ tử vong chung được ước tính là 1%, nhưng trong thời gian dịch bệnh, tỷ lệ tử vong có thể leo lên cao tới 50%. Tỷ lệ tử vong lớn hơn 80% khi nó xảy ra ở phụ nữ mang thai trong ba tháng cuối của họ;  thai chết cũng xảy ra ở gần như tất cả những trường hợp đó.  Phá thai làm giảm nguy cơ tử vong cho người mẹ. [19] Một số người sống sót bị ảnh hưởng của căn bệnh về lâu dài. [20]
Do được điều trị bằng Ribavirin, tỷ lệ tử vong đang tiếp tục giảm.

## Dịch tễ học
Khoảng 300.000 người bị nhiễm mỗi năm, có tới 5.000 ca tử vong mỗi năm. [21]
Điều này tương đối phổ biến ở các vùng của Tây Phi, nơi các con chuột Multimammate Natal phổ biến, đặc biệt là Guinea (Kindia, Faranah và vùng Nzerekore), Liberia (chủ yếu ở Lofa, Bông, và Nimba hạt), Nigeria (ở khắp mọi nơi) và Sierra Leone (thường từ huyện Kailahun Kenema).  Nó hiện diện nhưng ít phổ biến tại Cộng hòa Trung Phi, Mali, Senegal và các nước lân cận, và ít phổ biến nhưng ở Ghana và Cộng hòa Dân chủ Congo.  Ở Benin, đầu tiên xác nhận trường hợp vào năm 2014, và Togo đã có trường hợp được xác nhận đầu tiên trong năm 2016. [9]